# جيف كومب
جيف كومب (بالإنجليزية: Geoff Combe)‏ هو لاعب كرة قاعدة أمريكي، ولد في 1 فبراير 1956 في ميلروز في الولايات المتحدة.

## وصلات خارجية
- جيف كومب على موقعبيزبول رفرنس.كوم (الدوري الرئيسي) (الإنجليزية)
- جيف كومب على موقعبيزبول رفرنس.كوم (الدوري الثانوي) (الإنجليزية)